# Пенроуз, Оливер
Оливер Пенроуз (англ. Oliver Penrose, род. 6 июня 1929, Колчестер) — британский физик-теоретик.
Он сын учёного Лайонела Пенроуза и брат физика-математика Роджера Пенроуза, гроссмейстера по шахматам Джонатана Пенроуза и генетика Ширли Ходжсон. Он был связан с Открытым университетом в течение семнадцати лет и был профессором математики в Университете Хериота-Уатта в Эдинбурге с 1986 года до выхода на пенсию в 1994 году. Он имеет звание почётного профессора в Университете Хериота-Уатта и продолжает там активно заниматься исследованиями. Его интересы включают статистическую механику, фазовые переходы в металлах и физическую химию поверхностно-активных веществ. Его концепция недиагонального дальнего порядка важна для современного понимания сверхтекучих жидкостей и сверхпроводников. Другие более абстрактные темы, над которыми он работал, включают понимание физических основ направления времени и интерпретации квантовой механики.